# Bach-Cembalo
Le Bach-Cembalo ou Bach-Flügel (« Clavecin de Bach ») désigne en allemand un clavecin ancien, exposé au Musikinstrumenten-Museum de Berlin sous le numéro d'inventaire 316. On a longtemps cru qu'il avait appartenu à Jean-Sébastien Bach. Bien que cela n'ait pas pu être confirmé, cette hypothèse demeure plausible.
De ce fait, et bien que sa disposition actuelle, issue d'une transformation, la légende qui le relie au grand compositeur en a fait un instrument mythique qui a fortement influencé la facture des débuts de la renaissance du clavecin au tournant des XIXe et XXe siècles.

## Historique

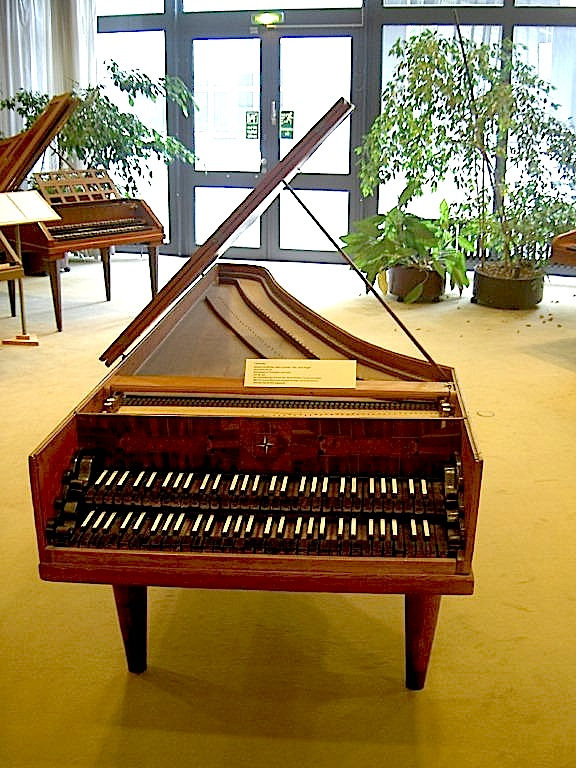
Le clavecin dit Bach-Cembalo
Musikinstrumenten Museum, Berlin.

En 1890, à l'instigation du biographe et spécialiste de J.S. Bach, Philipp Spitta, un grand clavecin allemand datant du XVIIIe siècle entre, sous le N° de catalogue 316, dans la collection de la Berliner Hochschule für Musik qui l'acquiert du collectionneur Paul de Wit pour 10.000 marks, à cette époque un montant considérable.
Sa disposition, unique parmi les clavecins survivants, est de 1 × 16', 1 × 8' au clavier inférieur et 1 × 8', 1 × 4' au supérieur, et il passe — de façon non documentée — pour avoir appartenu à J.S. Bach. Oskar Fleischer, successeur de Spitta à la direction du musée après le décès de ce dernier, confirme que, selon lui, ce Bachflügel a bien été propriété du compositeur, ajoutant que son facteur était Gottfried Silbermann et qu'il a été hérité de son père par Wilhelm Friedemann Bach.
Partiellement partagées en 1922 par Curt Sachs (qui doute notamment de l'attribution à Silbermann), mises en doute dès 1924 par Georg Kinsky (qui doutait notamment de l'originalité du jeu de 16 pieds, qu'il jugeait inapproprié à la musique baroque), ces conclusions seront démenties bien plus tard, en 1955, par le restaurateur du musée, Friedrich Ernst dans son ouvrage Der Flügel Johann Sebastian Bach, ; le jeu de 16 pieds et la légendaire Bachdisposition, sérieusement mis en doute par Kinsky et Ernst, allaient perdre considérablement d'importance dans la vision moderne de la musique baroque. La mise en doute de l'importance, voire de l'existence du jeu de 16' en général sur la base d'un seul instrument est étonnante ; les clavecins de Hieronymus Albrecht Hass, ainsi que les descriptions de Jakob Adlung devaient être connus par ces auteurs.
À cause de son jeu de 16 pieds, ainsi qu'à cause de sa prétendue provenance, il a été intimement lié à la question du rôle que ce jeu pouvait avoir pour Johann Sebastian Bach. Les publications plus tardives à ce sujet (quasi uniquement en allemand), qui allaient, pour une deuxième fois, totalement bouleverser nos connaissances sur cet instrument (ainsi que sur le jeu de 16 pieds) n'allaient quasiment plus être prises en compte par la pratique de la musique ancienne.
En 1985 Herbert Heyde publiait un texte qui démontrait que non seulement les clavecins avec jeu de 16 pieds étaient connus à Leipzig du vivant de Bach, mais que la légendaire Bachdisposition y existait au moins une fois : il s'agissait d'un clavecin construit par Zacharias Hildebrandt. En 1770 ce clavecin Hildebrandt était au Richterschen Garten, un pavillon d'été qui auparavant avait appartenu au Zimmermannsche Kaffeehaus, célèbre pour les concerts réguliers par Bach et son Collegium Musicum. Cet article a notamment eu comme conséquence de vérifier l'authenticité du 16 pied du Bach-Cembalo et a permis d'arriver à de nouvelles conclusions.
Ce clavecin aurait été construit par Johann Heinrich Harrass (père) vers 1700. À son état d'origine il présentait la disposition de 1 x 16', 1 x 4' au premier clavier, et un jeu de 8' au deuxième clavier. Il possédait dès le début un chevalet commun pour les jeux de 16' et de 8', ce qui explique sa taille modeste, comparable à l'autre clavecin Harrass conservé au château de Sondershausen qui, lui, n'a pas de 16 pieds. Néanmoins il avait un sillet de 8' ainsi que de 16'; ainsi qu'une partie de sommier surélevée pour le 16'; éléments dont les traces ont permis d'identifier la disposition originale. La disposition actuelle (1 x 16' et 1 x 8' au premier clavier et 1 x 8' et 1 x 4' au deuxième) a été mise en place très tôt et dans l'atelier d'origine.
Beaucoup de modifications ont suivi. Le fond, le couvercle, les décorations à droite et à gauche des claviers et le piètement ne sont pas originaux. L'authenticité des claviers n'est pas certaine. À l'origine il était peint en blanc avec des bordures dorées avec un intérieur rouge. Il a été repeint en noir à une date inconnue. La peinture a été enlevée en 1955.
Une première « copie », en fait une adaptation plus ou moins inspirée par cet instrument mythique est réalisée en 1899 par Wilhelm Hirl et sera suivie de plusieurs autres.
Peu de copies se rapprochant de son état d'origine ont été faites. Il faut cependant mentionner les deux reconstructions faites par Horst Rase qui représentent le clavecin dans son état d'origine à trois jeux, ainsi qu'après sa première modification avec ses quatre jeux. Ces deux copies se trouvent dans le Musikinstrumentenmuseum à Berlin Jürgen Ammer a aussi fabriqué des copies, cependant toutes à quatre jeux.
On estime aujourd'hui que ce clavecin, attribué au facteur Johann Heinrich Harrass, a été construit vers 1700, et que sa disposition actuelle n'est pas originale, mais probablement faite par le facteur d'origine. Le fait qu'il aurait pu appartenir à Bach reste purement hypothétique.
L'instrument n'est plus jouable (la structure ne supporterait plus la tension des cordes), et non susceptible de nouvelle restauration.

## Description
Dans son état actuel, c'est un grand clavecin à deux claviers de couleurs inversées (marches noires et feintes blanches) avec accouplement à tiroir dont l'étendue est de 5 octaves (Fa à Fa). Le clavier inférieur possède deux registres (16 et 8 pieds), le clavier supérieur possède aussi deux registres : 8 pieds avec jeu de luth, et 4 pieds. Le module des cordes est de 330 mm.
La caisse est en hêtre avec éclisse courbe doublement incurvée en « S », à la manière hambourgeoise.
Ses dimensions sont : longueur 2470 mm - largeur 958 mm - hauteur 305 mm.
La décoration est minimale ; dans son état actuel, le bois est laissé brut. La caisse repose sur trois pieds tournés de forme conique (non d'origine, que Curt Sachs compare à des pattes d'éléphant), d'une hauteur de 565 mm assurant une hauteur au niveau des touches de 650 mm. L'aspect d'ensemble est lourd et massif.

## Reconstitution de l'itinéraire historique
Les études menées par plusieurs chercheurs, évoquant une véritable enquête de détective, ont permis de débrouiller l'histoire compliquée de ce clavecin, d'en identifier avec une bonne certitude le facteur, les propriétaires successifs et les multiples modifications l'ayant amené à son état actuel. Un faisceau concordant d'indices laisse très peu de doutes sur la validité des conclusions auxquelles ont mené ces analyses et investigations.

### Identification du facteur
La première mention d'un instrument précisément décrit, pouvant rappeler, ou même être le clavecin N°316 du Musikinstrumenten-Museum de Berlin se trouve chez Jakob Adlung dans son traité Musica mechanica organoedi, publié à Berlin en 1768, mais rédigé bien avant cette date, au plus tard en 1726. Dans son traité, Adlung décrit un clavecin de Großbreitenbach, ville ou travaillaient au XVIIIe siècle les membres d'une famille de facteurs, les Harrass, actifs dans cette cité de 1624 jusqu'au XIXe siècle. Au XVIIIe siècle Großbreitenbach appartenait à la Principauté de Schwarzbourg-Sondershausen. Or, la description faite par Adlung évoque fortement un clavecin daté de 1710, aujourd'hui conservé au Château de Sondershausen, et présentant plusieurs caractéristiques très proches du Bach-Cembalo et telles qu'on peut supposer qu'ils proviennent tous deux du même atelier. Ce clavecin comportait apparemment encore en 1909, la signature de Johann Heinrich Harrass (facteur né en 1665 à Großbreitenbach), signature disparue depuis lors, probablement à la suite d'une restauration de l'instrument. La description par Adlung concorde également avec la disposition d'origine du Bach-Cembalo telle qu'on peut la supposer. Son attribution à un des membres de la famille Harrass ne fait presque plus débat ; à la suite d'Hubert Henkel, les spécialistes s'accordent aussi sur le prénom du facteur : Johann Heinrich, avec une ambigüité sur la personne puisqu'ils sont deux à porter ce double prénom : Johann Heinrich (1665-1714) et Johann-Heinrich (1707-1778) - le plus probable étant l'aîné, au regard de la date de rédaction du traité d'Adlung. Reste évoquée cependant la construction par Johann Martin Harrass (1671-1746), autre membre de la famille.

### Identification des propriétaires successifs

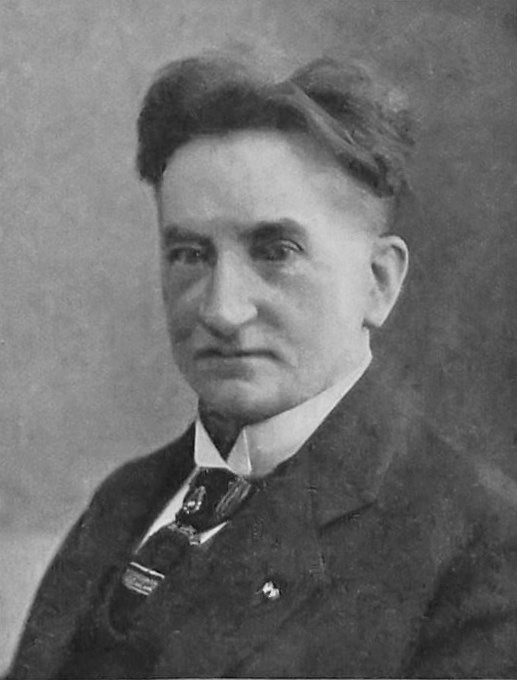
Paul de Wit en 1925

Paul de Wit avait acheté l'instrument à Wilhelm Rust, professeur de musique à Berlin et plus tard Cantor de l'église Saint-Thomas de Leipzig (donc lointain successeur de Johann Sebastian Bach à ce poste). Lors des tractations commerciales avec le musée de Berlin, de Wit affirma que ce clavecin avait été construit pour J.S. Bach selon ses spécifications, que Wilhelm Friedemann Bach l'avait hérité de son père, puis étant dans la gêne, l'avait cédé au comte Otto von Voß, tout comme il l'avait fait de nombreuses partitions lui venant de son père. Voss l'aurait à son tour vendu au compositeur Friedrich Wilhelm Rust (1739-1796), le grand-père de Wilhelm Rust, lequel l'aurait ainsi reçu par héritage. Autant de dires qui n'étaient étayés par aucune preuve formelle.
En l'absence d'éléments probants, Oskar Fleischer avait quant à lui émis l'hypothèse que ce clavecin avait été construit par Gottfried Silbermann à l'intention de Carl Philipp Emanuel Bach.
De fait, dès 1860, mention avait été faite de cet instrument dans la préface du volume 9 de l'édition complète des œuvres de Bach. L'auteur en était précisément Wilhelm Rust, membre éminent de la Bach-Gesellschaft.
Celui-ci y citait « un grand clavecin que nous avons vu à Berlin chez le comte [Otto Carl Philipp] von Voss ». Ce comte von Voss, fils d'Otto Carl Friedrich déjà cité, lui aurait affirmé - selon une note de bas de page - que le clavecin datait du milieu du siècle précédent, et qu'il avait été touché de nombreuses fois par Wilhelm Friedemann Bach. Dans cette préface, il n'était nullement question que l'instrument ait pu appartenir à Johann Sebastian Bach, ni qu'il ait pu être construit selon ses instructions, ni même qu'il ait appartenu à Wilhelm Friedemann.
Reste la question de la façon dont le clavecin a pu entrer en possession de Wilhelm Rust. Dans une lettre datée du 20 octobre 1890, peu de temps avant sa mort, celui-ci affirme que ce clavecin est celui que son ancêtre a acheté au comte von Voss ; on ne possède plus la lettre originale, mais seulement une citation indirecte et partielle datant de 1937 : d'après Martin Elste, selon toute probabilité, il lui aurait été cédé par la famille von Voss entre 1860 et 1890.
Reste à mentionner que ni von Voss, ni Wilhelm Friedemann Bach ne sont des candidats probables à se procurer un clavecin de la province de Thuringe du début du XVIIIe siècle. Cependant Johann Sebastian Bach est un candidat probable ; il est thuringien et a épousé Maria Barbara Bach, qui vient de Gehren, ville voisine de Großbreitenbach, en 1707. Dans le neu-eröffnetes Orchester, Johann Mattheson décrit des « clavecins, avec leurs trois ou quatre jeux » en 1713, ce qui démontre que des clavecins de taille importante, tels que ceux décrits dans les journaux hambourgeois plus tardifs ou ceux conservés par Hass, étaient déjà considérés comme assez normaux. Bach, inspiré par ces grands clavecins hambourgeois, et habitué à demander des modifications de disposition, du moins en ce qui concerne les orgues, aurait bien pu y voir le clavecin de ses rêves à un prix modéré. La modification a donc été faite de manière peu coûteuse, par exemple en réutilisant le sommier d'origine.

### Transformations et modifications
À l'origine ce clavecin présentait trois jeux: 16' et 4' au premier clavier, 8' au deuxième. Déjà dans la première moitié du XVIIIe siècle la disposition fut changée: un deuxième 8' fut ajouté, le 4' mis au deuxième clavier. Pendant les nombreuses modifications successives, la structure interne, trop faible (présentant les mêmes problèmes que le clavecin à Sondershausen) fut renforcée, la position des trous des chevilles modifiée au moins une fois, le fond et le couvercle ainsi que le piètement furent remplacés. L'authenticité des claviers reste à vérifier. La peinture blanche originale fut remplacée par une peinture noire, puis enlevée-

## Place et influence dans la renaissance du clavecin
Son importance artistique et historique, totalement surestimée par les experts, en fait de façon paradoxale un instrument mythique. Il restera, avec le clavecin Pleyel de 1889, à la base du renouveau du clavecin au XXe siècle pendant plus de cinquante ans : selon Martin Elste,

« Die Spielmöglichkeit dieses Clavecins der Maison Pleyel sollten in Verbindung mit der "Bach-Disposition" des "Bach-Flügels" die neue Klangwelt des alten Instrumententyps ausmachen. » (Les possibilités de registration du clavecin de la Maison Pleyel devaient, jointes à la "Bach-Disposition" du clavecin dit "Bach-Flügel", déterminer l'univers sonore de l'ancien instrument)

## Sources bibliographiques
- (en) Raymond Russell, The harpsichord and clavichord : an introductory study, Londres, Faber and Faber, 1959, 208+96, p. 107-108

- (en) Frank Hubbard, Three centuries of harpsichord making, Cambridge, Massachusetts, Harvard University Press, 1967, 373+41 (ISBN 0-674-88845-6)

1. ↑  p. 183
2. ↑  p. 174

- (en) Donald H. Boalch, Makers of the harpsichord and clavichord 1440-1840, Oxford, Oxford University Press, 1974, 2e éd. (1re éd. 1956), 225 p. (ISBN 0 19 816123 9)

1. ↑  « Es ist mir aber auch ein Breitenbachisches Clavessin mit 2 Clavieren vorgekommen, das dreychöricht war. » (Boalch, p. 19)

- (en) Edward L. Kottick et George Lucktenberg, Early Keyboard Instruments in European Museums, Bloomington & Indianapolis, Indiana University Press, 1997, 276 p. (ISBN 0-253-33239-7), p. 73

- (en) Edward L. Kottick, A history of the harpsichord, Bloomington, Indiana University Press, 2003, 1re éd., 557 p. (ISBN 0-253-34166-3, présentation en ligne)

1. ↑  p. 518

- (en) Mark Kroll et al., The Cambridge companion to the harpsichord, Cambridge, Cambridge University Press, coll. « Cambridge Companions to Music », 2019, 388 p. (ISBN 978-1-316-60970-5), p. 266-267.

1. ↑  p. 267

- (de) Hanns Neupert, Das Cembalo : Eine geschichtliche und technische Betrachtung der Kielinstrumente, Cassel, Bärenreiter-Verlag, 1956, 3e éd., 98+16

1. ↑  p. 34

- (de) collectif, Das Berliner « Bach-Cembalo » : Ein Mythos und seine Folgen, Berlin, Institut d'État de recherche musicale - Preussicher Kulturbesitz - Musikinstrumenten-Museum, 1995, 128 p. (ISBN 3-922378-13-7)

1. ↑  p. 5
2. ↑  p. 9
3. ↑  p. 58
4. ↑  p. 59
5. ↑  p. 61
6. ↑  p. 57